# Oleg Kuźmin
Oleg Aleksandrowicz Kuźmin (ros. Оле́г Алекса́ндрович Кузьми́н, ur. 9 maja 1981 w Moskwie) – rosyjski piłkarz grający na pozycji lewego obrońcy.

## Życiorys
Kuźmin pochodzi z Moskwy. Piłkarską karierę rozpoczął w klubie Spartak Moskwa. W 1997 roku w wieku 16 lat zadebiutował w rezerwach tego klubu w rozgrywkach Trzeciej Dywizji i w tym samym sezonie awansował do Drugiej Dywizji. Tam występował przez kolejne 3 lata, w 2000 roku zadebiutował w pierwszym zespole w Premier Lidze, ale był to jego jedyny mecz w barwach Spartaka, gdyż w 2001 roku odszedł na wypożyczenie do Urałanu Elista. Awansował z nim do Premier Ligi i w 2002 roku został wykupiony przez Urałan, gdzie występował do lata 2003. Wtedy wypożyczono go na pół roku do Czernomorca Noworosyjsk, który spadł z ligi, podobnie jak Uralan. Pierwszą połowę 2004 roku Oleg spędził w Pierwszej Dywizji w Uralanie.
Latem 2004 roku Kuźmin przeszedł do FK Moskwa, wracając tym samym do Premier Ligi. Od 2004 stał się podstawowym zawodnikiem zespołu i wygrał rywalizację z Rumunem Pompiliu Stoicą. W 2007 roku zajął z FK Moskwa 4. miejsce w lidze, najwyższe w historii klubu oraz wystąpił w finale Pucharu Rosji.
W 2009 roku Kuźmin został zawodnikiem Lokomotiwu Moskwa. 22 marca zadebiutował w jego barwach w zremisowanym 1:1 wyjazdowym meczu z FK Rostów.
W 2010 roku odszedł do Rubinu Kazań, z którym w 2012 roku zdobył Puchar Rosji. W 2018 roku zakończył tam swoją karierę piłkarską.
Obecnie jest asystentem trenera Leonida Słuckeigo.

## Kariera reprezentacyjna
W reprezentacji Rosji Kuźmin zadebiutował 5 września 2015 roku w wygranym (1:0) meczu eliminacji do Euro 2016 ze Szwecją.

## Statystyki
| Sezon   | Klub                     | Kraj  | Rozgrywki        | Mecze | Bramki |
| ------- | ------------------------ | ----- | ---------------- | ----- | ------ |
| 2000    | Spartak Moskwa           | Rosja | Priemjer-Liga    | 1     | 0      |
| 2001    | Urałan Elista            | Rosja | Pierwyj diwizion | 28    | 2      |
| 2002    | Urałan Elista            | Rosja | Priemjer-Liga    | 21    | 1      |
| 2003    | Urałan Elista            | Rosja | Priemjer-Liga    | 16    | 0      |
| 2003    | Czernomoriec Noworosyjsk | Rosja | Priemjer-Liga    | 9     | 0      |
| 2004    | Urałan Elista            | Rosja | Pierwyj diwizion | 21    | 1      |
| 2004    | FK Moskwa                | Rosja | Priemjer-Liga    | 9     | 1      |
| 2005    | FK Moskwa                | Rosja | Priemjer-Liga    | 30    | 3      |
| 2006    | FK Moskwa                | Rosja | Priemjer-Liga    | 28    | 1      |
| 2007    | FK Moskwa                | Rosja | Priemjer-Liga    | 25    | 0      |
| 2008    | FK Moskwa                | Rosja | Priemjer-Liga    | 27    | 1      |
| 2009    | Lokomotiw Moskwa         | Rosja | Priemjer-Liga    | 24    | 1      |
| 2010    | Lokomotiw Moskwa         | Rosja | Priemjer-Liga    | 10    | 1      |
| 2010    | Rubin Kazań              | Rosja | Priemjer-Liga    | 13    | 0      |
| 2011/12 | Rubin Kazań              | Rosja | Priemjer-Liga    | 27    | 0      |
| 2012/13 | Rubin Kazań              | Rosja | Priemjer-Liga    | 26    | 1      |
| 2013/14 | Rubin Kazań              | Rosja | Priemjer-Liga    | 27    | 1      |
| 2014/15 | Rubin Kazań              | Rosja | Priemjer-Liga    | 27    | 0      |
| 2015/16 | Rubin Kazań              | Rosja | Priemjer-Liga    | 21    | 2      |
| 2016/17 | Rubin Kazań              | Rosja | Priemjer-Liga    | 5     | 0      |
| 2017/18 | Rubin Kazań              | Rosja | Priemjer-Liga    | 11    | 1      |